# 피드나 전투
피드나 전투(Battle of Pydna)는 제3차 마케도니아 전쟁에서 기원전 168년 6월 22일에 루키우스 아이밀리우스 파울루스가 이끄는 로마군과 안티고노스 왕조의 페르세우스 왕이 이끄는 마케도니아 군 사이에 벌어진 대규모 교전이다. 이 전투는 종종 마케도니아 팔랑크스의 비유연성에 로마 레기온의 유연함이 승리를 거둔 전투로 간주되고 있다.

## 배경
기원전 179년, 마케도니아의 필리포스 5세의 사후 그 아들 페르세우스가 왕위에 올랐다. 페르세우스는 북방의 야만인 대비한다는 명분으로 군비를 증강했고, 부왕의 따랐던 친로마 노선에서 반로마 노선으로 방향을 바꾸었다.
군비 증강 이후 마케도니아는 페르가몬 왕국을 침공했다. 페르가몬은 로마에 도움을 청했고, 로마는 이에 따라 그리스로 군대를 보냈다. 이것이 제3차 마케도니아 전쟁이다. 처음에는 마케도니아 군이 로마의 육해군에게 우세를 보였다. 따라서 로마는 기원전 168년 마케도니아 군대에 맞설 인물로 루키우스 아이밀리우스 파울루스를 집정관으로 임명하고 그리스에 파견했다.

전투 전 부대 이동

그리스에 도착한 파울러스는 빠른 속도로 페르세우스와의 전투를 시작했다. 페르세우스는 주위를 성벽과 울타리로 방어선을 탄탄히 하고, ‘올림포스의 산자락이 바다에 가라앉은 근처’에 진을 치고 있어 난공불락이었다. 며칠 동안 양군은 대치를 했고, 파울루스는 주변을 조사하여 피티이온과 페트라를 거쳐 페라이비아로 빠지는 길이 무방비라는 것을 알았다. 그래서 그는 8,200명의 보병과 120기의 기병을 나시카 코르쿨룸에게 주어 그 길을 통해서 연안 지역까지 돌아가 적을 포위하는 것처럼 가장하였다. 그러나 이 계획은 로마군에서 탈영한 크레타인에 의해 페르세우스에게 알려지게 되었다. 그는 용병 10,000명와 마케도니아 병사 2,000명을 밀론에게 줘서 적을 상대하게 했다. 그러나 밀론은 나시카에 패배하였고, 이를 알게 된 페르세우스는 피드나로 후퇴했다. 당시 마케도니아 진을 구축한 곳은 평탄한 지형으로 팔랑크스가 포진하기에도 괜찮았다.
나시카의 부대와 합류한 파울러스는 마케도니아 군 맞은편에 진을 쳤다. 그날 밤 월식이 일어났다. 파울러스는 이미 월식에 대해 알고 있었다. 반면, 마케도니아 군은 로마인들이 달빛을 회수하는 의식을 펼쳤다고 생각하고, 월식이 두려워 떨면서 왕이 멸망할 증후라는 소문이 퍼졌다. 따라서, 마케도니아 군의 사기는 전투를 하기도 전에 이미 떨어져 있었다.

## 대회전

전투 배치도

전투는 다음날 오후에 시작되었다. 플루타르코스에 의하면 전투의 시작은 파울러스가 적의 공격을 유발하기 위해 재갈을 채우지 않은 말을 풀어놓고 로마 병사에게 쫓게 했다고 전한다. 또는 로마군의 말을 마케도니아 측의 트라키아 병사가 덮쳐, 로마 측의 리구리아 병력 700명이 교전을 시작했고, 여기에 가세하면서 전투가 확산되어 양군의 전면 충돌을 가져왔다고 전한다.
처음에는 팽팽하게 전투가 진행되었지만, 마케도니아의 팔랑크스는 결국 로마의 전위를 돌파했다. 이 전투에서 마케도니아 팔랑크스의 사리사(마케도니아 팔랑크스가 이용한 장창)의 숲에 파울러스는 경악했고, 공포를 느겼다. 또한 그 후방의 부대도 찢어지는 바람에 로마군은 오로크론이라는 산까지 후퇴했다. 추격을 하는 동안 마케도니아 군 팔랑크스는 대열이 흐트러져, 전열이 길게 뻗어 틈새와 균열이 생겼다. 그래서 파울러스는 부대를 작게 나누어 적이 분열된 틈이나 균열을 집중 공격하였고, 각개 격파를 명령했다. 백병전이 시작되면 사리사는 쓸모없기 때문에, 마케도니아 군은 사리사를 버리고 싸웠다. 그러나 단검과 작은 가죽 방패로 로마군의 검과 크고, 무거운 방패를 감당할 수 없어 패주할 수밖에 없었다. 마케도니아 군의 정예 부대 3000명은 도주를 포기하고 싸웠지만, 전멸했다.
전투의 규모에도 불구하고 교전은 한 시간 정도에 끝났다. 이 전투에서 마케도니아 군은 25,000명 이상이 전사했지만, 로마군의 전사자는 포세이도니오스에 의하면 100명, 나시카에 따르면 80명뿐이었다.
폴리비오스는 페르세우스가 전투 초기에 겁을 먹고 거의 모든 기병을 이끌고 도망쳤다고 전했지만, 포세이도니오스는 페르세우스가 용감하게 싸우다가 적이 던진 창에 부상을 당해 전장을 떠났다고 전했다. 모두 플루타르코스에 의해 전해진 내용이다.

## 결과

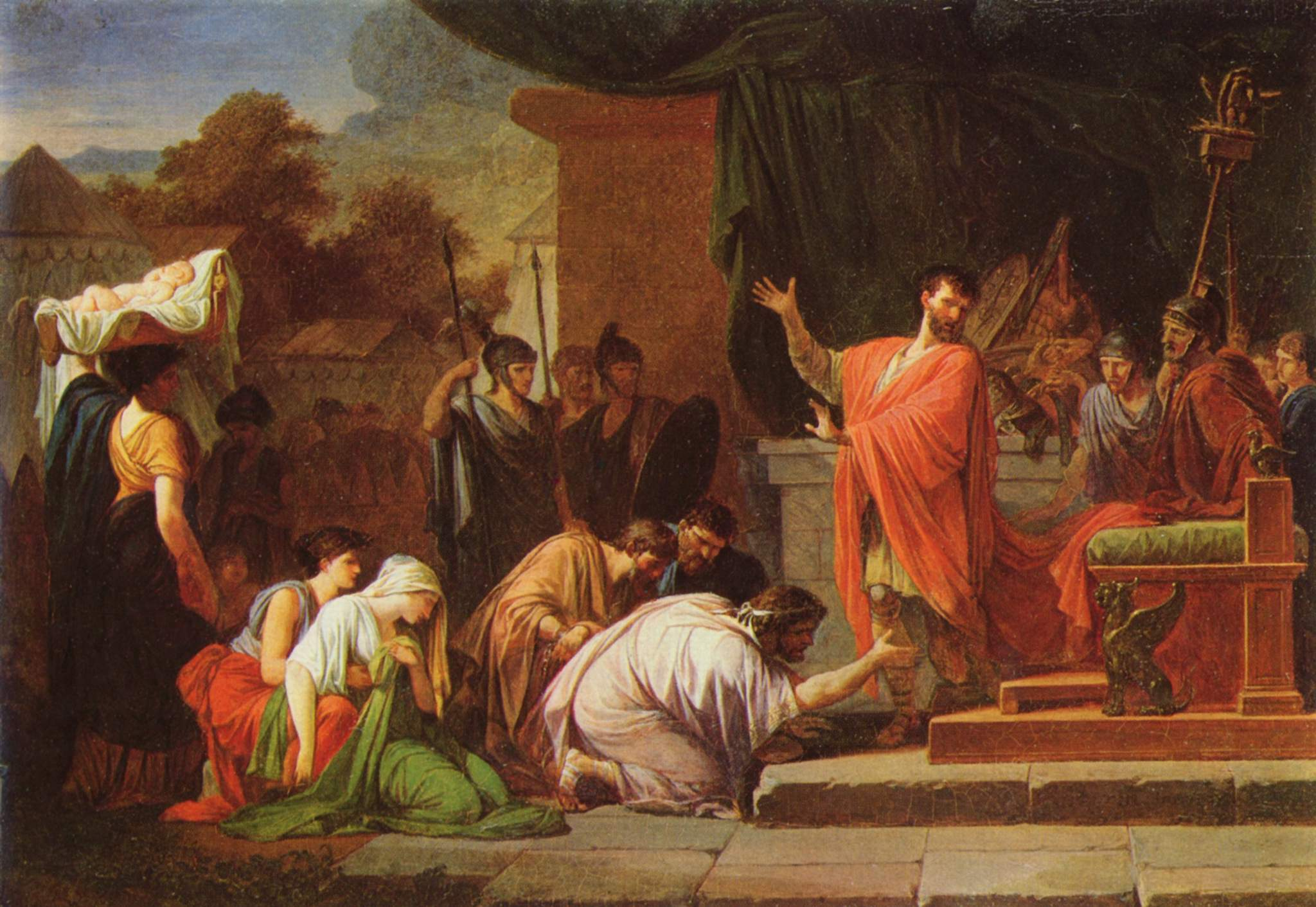
파울루스에게 항복하는 페르세우스, 장 프랑수아 피에르 페롱 1802년작. 부다페스트 미술관

전투에서 패배하고 패주한 페르세우스는 병사는커녕 성문을 걸어 잠군 주민들에게도 버림 받고 재산은 크레타 인들에게 빼앗겼다. 사모트라케 섬까지 피신을 하였지만, 결국 로마군에게 붙잡히게 된다. 그 후 로마의 파울루스의 승전 개선식에서 전리품으로 아이와 함께 구경거리가 된 뒤 연금되었다가 옥사를 한다. 제3차 마케도니아 전쟁의 패전으로 마케도니아 왕국은 멸망하고, 네 개의 공화국으로 해체되었다가 결국 로마의 속주가 되었다. 이것은 또한 셀레우코스 왕조(기원전 63년), 프톨레마이오스 왕조(기원전 30년)로 계속 이어온 헬레니즘 세 왕국이 로마에 의해 멸망하게 되는 신호탄이기도 했다.